# 林薫
林 薫（はやし かおる、1935年10月1日 - ）は、兵庫県西脇市出身の元アマチュア野球選手（投手）。

## 来歴・人物
神戸高では、1952年に秋季近畿大会県予選準決勝に進むが本屋敷錦吾のいた芦屋高に9回裏サヨナラ負け。慶應義塾大学に進学。東京六大学野球リーグでは1955年春季リーグから登板。1956年秋季リーグでは巽一と投の二本柱を組み優勝に貢献。6勝0敗の好記録でベストナイン（投手）に選出された。翌1957年春季リーグ最中に交通事故により重傷を負うが秋季リーグでは復帰した。同季の慶立2回戦で長嶋茂雄に当時リーグ新記録の8号本塁打を喫したことで知られる。リーグ通算36試合11勝8敗、防御率0.89、82奪三振。
大学卒業後は社会人野球の鐘化カネカロンに進む。1959年の都市対抗、1961年の都市対抗に出場。しかしチームには松浦三千男など好投手がおり、あまり活躍の場はなかった。